# Två hjärtan i valstakt
För operetten, se Två hjärtan i valstakt (operett)
Två hjärtan i valstakt är en tysk musikfilm från 1930 i regi av Géza von Bolváry och musik av Robert Stolz. Denna tidiga tyska ljudfilm hade svensk premiär i oktober 1930.

## Handling
Kompositören Toni Hofer arbetar tillsammans med bröderna Nicky och Vicky på en ny operett. Toni är förutom sitt komponerande känd kvinnokarl, vilket gör att bröderna försöker hålla sin fostersyster Hedi borta från honom. Men Hedi kommer anonymt att ge Toni ett uppslag till en ny valsmelodi, bara för att spårlöst försvinna och lämna Toni rådlös inför operetten.

## Rollista
- Walter Janssen - Toni Hofer
- Oskar Karlweis - Nicky Mahler
- Willi Forst - Vicky Mahler
- Gretl Theimer - Hedi
- Irene Eisinger - Anni Lohmeier
- Szöke Szakall - teaterdirektören
- Karl Etlinger - Schlesinger
- Paul Morgan - Novotny
- Paul Hörbiger - Ferdinand
- Tibor von Halmay - komikern